# Bayerische C V
Die Dampflokomotiven der Gattung C V der Bayerischen Staatsbahn waren eine der ersten europäischen Schnellzuglokomotiven mit der Achsfolge 2'C.

## Geschichte
Maffei baute 1896 auf eigene Rechnung eine Lokomotive für die Bayerische Landesausstellung. Mit Kuppelrädern von 1.640 mm Durchmesser war sie als Mehrzwecklokomotive ausgelegt. Nach der Ausstellung kaufte die Bayerische Staatsbahn diese Lokomotive und stationierte sie in der Betriebswerkstätte München. Nach ausgiebigen Tests bestellte sie weitere Lokomotiven, allerdings in verstärkter Ausführung und mit 1.870 mm Kuppelraddurchmesser, also als reine Schnellzuglokomotiven. Zwischen 1899 und 1901 lieferte Maffei 42 Exemplare.
Die C V hatten ein Vierzylinder-Verbundtriebwerk der Bauart de Glehn, wobei die auf die zweite Kuppelachse wirkenden Niederdruckzylinder außen lagen – angeordnet zwischen Drehgestell und erster Kuppelachse – und die auf die erste Kuppelachse wirkenden Hochdruckzylinder innen. Einen Überhitzer hatten die Lokomotiven noch nicht. Die C V konnte mit einer höchsten Anhängelast von 160 t bei Höchstgeschwindigkeit nur wenige Jahre im schweren Schnellzugdienst eingesetzt werden. Bereits ab 1903 wanderten die Loks in untergeordnete Dienste ab, konnten sich dort aber noch lange halten.
17 Maschinen mussten nach dem Ersten Weltkrieg an Frankreich abgegeben werden. Die Deutsche Reichsbahn übernahm noch 22 Exemplare als Baureihe 17.3 mit den Nummern 17 301 bis 17 322. Sie wurden bis 1930 ausgemustert.
Die Fahrzeuge wurden mit Schlepptendern der Bauart bay 2'2' T 21,5 ausgestattet.